# Пешта (жупанија)
Пешта (жупанија), (мађ. Pest megye) је једна од жупанија централне регије у Мађарској.
Пештанска жупанија своје границе дели са Словачком и мађарским жупанијама Ноград, Хевеш, Бач-Кишкун и Јас-Нађкун-Солнок. Површина жупаније је 6.393,14 km² а седиште жупаније је град Будимпешта. По броју становника је прва у Мађарској.

## Историја
Указом Светог Стефана 1009. године, делови данашње пештанске жупаније су били припојени Вишеградској управи. Вишеград је тада постао један од првих седишта историјске Мађарске краљевине. У оквиру седишта су постојале још две вармеђе, Пешт и Пилиш.
После одласка турака из ових крајева, основана је нова жупанија и град Шолт са околином је припојен жупанији. Почетком 19. века је у Пешти саграђена жупанијска кућа а 1876. године је припојена територија Кишкуншага. Овим је заокружена нова велика област тада нове, сада историјске, жупаније Пешт-Пилиш-Шолт-Кишкун.
Данашње жупанијске границе су формиране после Другог светског рата, са малим модификацијама 1950. године. У оквиру пештанске жупаније је и главни град Будимпешта, која има своја засебна права као главни град државе.

### Котари у жупанији Пешта
У Пештанској жупанији постоји 16 котара.
Котари у жупанији Пешта са основним статистичким подацима:
| Име котара       | Седиште       | Површина (km²) | Број становника (1. јануар 2007) | Број насеља |
| ---------------- | ------------- | -------------- | -------------------------------- | ----------- |
| Асодски          | Асод          | 241,41         | 35.222                           | 9           |
| Будаершки        | Будаерш       | 240,36         | 81.116                           | 10          |
| Цегледски        | Цеглед        | 1234,00        | 121.992                          | 15          |
| Дабашки          | Дабаш         | 498,68         | 43.802                           | 10          |
| Дунакешки        | Дунакеси      | 125,17         | 73.079                           | 4           |
| Ердски           | Ерд           | 117,95         | 96.515                           | 4           |
| Геделски         | Гедел         | 380,88         | 104.935                          | 12          |
| Ђалски           | Ђал           | 286,54         | 44.955                           | 5           |
| Моноријски       | Монор         | 449,62         | 107.154                          | 15          |
| Нађкатајски      | Нађката       | 711,85         | 76.993                           | 16          |
| Пилишверешварски | Пилишверешвар | 245,44         | 64.854                           | 14          |
| Српскоковински   | Српски Ковин  | 628,33         | 134.346                          | 20          |
| Сентандрејски    | Сентандреја   | 326,58         | 75.341                           | 13          |
| Сопски           | Соб           | 314,73         | 12.826                           | 13          |
| Вашки            | Вац           | 431,81         | 69.255                           | 19          |
| Верешеђхашки     | Верешеђхаз    | 159,79         | 34.165                           | 8           |

### Градови са општинском управом
Жупанија Пешта има 1+ (Будимпешта) урбани округ, 47 градова, 17 великих села и 122 села.
- Будимпешта Budapest, (1.702.297) (седиште жупаније)
- Ерд , (62.408)

### Градови са статусом носиоца општине
(Списак је по броју становника, попис је из 2001. године, курзивним текстом су написана оригинална имена на мађарском језику) а у заградама је број становника.
Абоњ Abony; Албертирша Albertirsa; Асод Aszód; Будакеси Budakeszi; Будаерш Budaörs; Цеглед Cegléd; Дабаш Dabas; Дунахарасти Dunaharaszti; Дунакеси Dunakeszi; Дунаваршањ Dunavarsány; Фот Fót; Гед Göd; Геделе Gödöllő; Ђал Gyál; Ђемре Gyömrő; Киштарча Kistarcsa; Монор Monor; Нађката Nagykáta; Нађкереш Nagykőrös; Нађмарош Nagymaros; Оча Ócsa; Еркењ Örkény; Пецел Pécel; Пилиш Pilis; Пилишверешвар Pilisvörösvár; Помаз Pomáz; Рацкеве Ráckeve; Сазхаломбата Százhalombatta; Сентендре Szentendre; Сигетхалом Szigethalom; Сигетсентмиклош Szigetszentmiklós; Соб Szob; Иле Üllő; Текел Tököl; Тура Tura; Вац Vác; Вечеш Vecsés; Верешеђхаз Veresegyház; Вишеград Visegrád.

### Села
| - Ача ; - Алшонемеди ; - Апај ; - Апорка ; - Баг ; - Барнецебарати ; - Бење ; - Бијаторбађ ; - Будајене ; - Будакалас ; - Буђи ; - Валко ; - Вашад ; - Вацдука ; - Вацегреш ; - Вацхарћан ; - Вацкишујфалу ; - Вацратот ; - Вацсентласло ; - Вамошмикола ; - Вереце ; - Вершег ; - Галгађерк ; - Галгахевиз ; - Галгамача ; - Гомба ; - Дансентмиклош ; - Дањ ; - Делеђхаза ; - Диошд ; - Домоњ ; - Демшед ; - Дунабогдањ ; - Ечер ; - Ердекертеш ; - Жамбок ; - Жамбек ; | - Зебегењ ; - Иклад ; - Инарч ; - Ипољдамашд ; - Ипољтелђеш ; - Ишасег ; - Јаскарајене ; - Какуч ; - Картал ; - Кава ; - Кеменце ; - Керепеш ; - Кишкунлацхаза ; - Кишмарош ; - Кишнемеди ; - Кишороси ; - Кочер ; - Кошд ; - Кошпалаг ; - Кока ; - Керештететлен ; - Леањфалу ; - Леткеш ; - Лорев ; - Мајошхаза ; - Макад ; - Маглод ; - Маријаностра ; - Менде ; - Микебуда ; - Мођород ; - Нађбержењ ; - Нађковачи ; - Нађтарча ; - Њаређхаза ; - Њаршапат ; - Ербоћан ; | - Панд ; - Паћ ; - Пенц ; - Пербал ; - Перечењ ; - Петери ; - Пилишберешјене ; - Пилишчаба ; - Пилишјасфалу ; - Пилишсанто ; - Пилишсентиван ; - Пилишсенткерест ; - Пилишсентласло ; - Почмеђер ; - Пуставач ; - Пустазамор ; - Пишпекхатван ; - Пишпексилађ ; - Рад ; - Реметселеш ; - Сада ; - Сентлеринцката ; - Сентмартонката ; - Сигетбече ; - Сигетчеп ; - Сигетмоноштор ; - Сигетсентмартон ; - Сигетујфалу ; - Сокоља ; - Сед ; - Седлигет ; - Тахитотфалу ; - Такшоњ ; - Татарсентђерђ ; - Таборфалва ; - Тапиобичке ; - Тапиођерђе ; | - Тапиошаг ; - Тапиосече ; - Тапиоселе ; - Тапиосентмартон ; - Тапиоселеш ; - Тарнок ; - Телки ; - Теша ; - Тиње ; - Тоалмаш ; - Тек ; - Терекбалинт ; - Тертел ; - Ујхарћан ; - Ујленђел ; - Ујсилваш ; - Ури ; - Ирем ; - Фармош ; - Фелшепакоњ ; - Халастелек ; - Херцегхалом ; - Хернад ; - Хевизђерк ; - Цегледберцел ; - Чеме ; - Чевхараст ; - Чобанка ; - Чомад ; - Чемер ; - Черег ; - Чевар ; - Шољмар ; - Шошкут ; - Шиљшап ; |

 означене општине су „велика“ села.